# Никитин, Денис
Дени́с Ники́тин (настоящее имя — Дени́с Евге́ньевич Капу́стин; род. 6 марта 1984, Москва), также известный под псевдонимом «White Rex» (Уайт Рекс, White с англ. белый, и Rex с лат. король) — российский ультраправый активист, бывший футбольный хулиган, предприниматель, основатель и командир Русского добровольческого корпуса. Организацией «Антидиффамационная лига» и рядом иных источников Никитин описывается как неонацист; сам Никитин отвергает такую характеристику. В Российской Федерации объявлен террористом и заочно приговорён к пожизненному лишению свободы.

## Биография

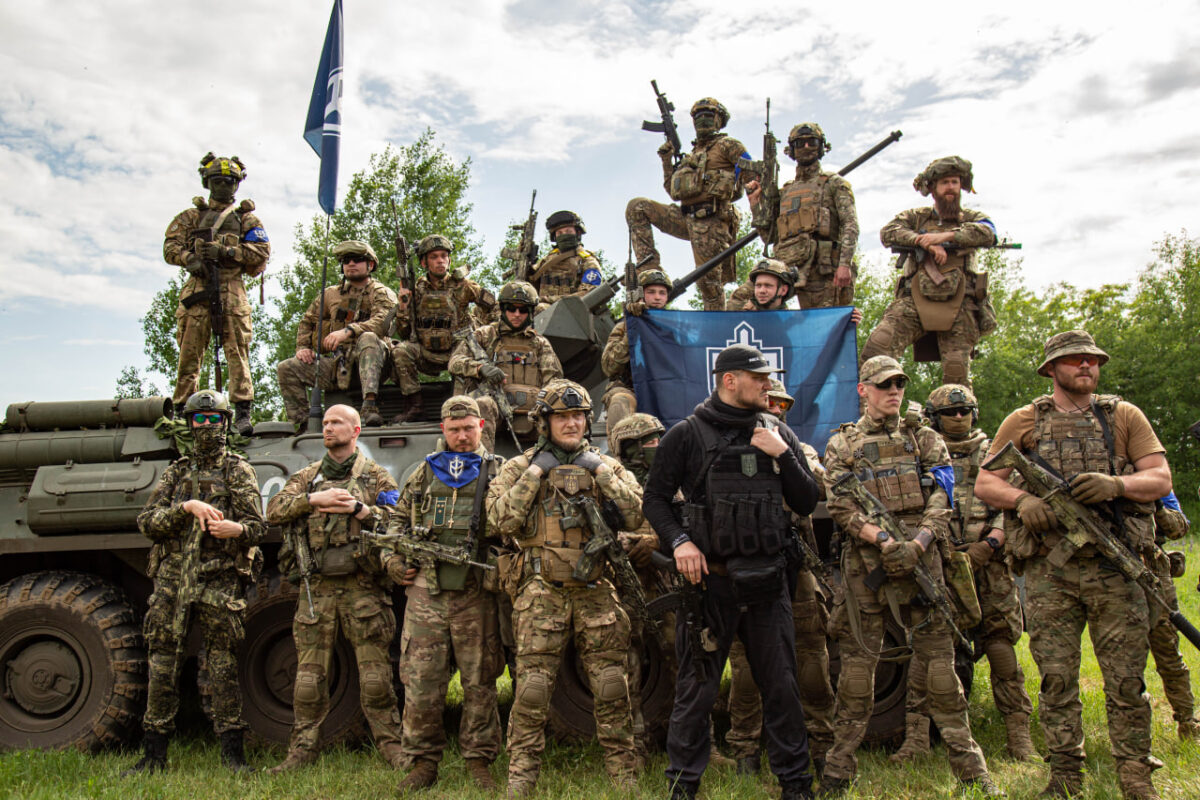
Участники Русского добровольческого корпуса 24 мая 2023 года. Денис Никитин находится в центре на переднем плане

Родился в 1984 году, вырос в Москве.
В 2001 году, когда ему было 17 лет, семья переехала в Кёльн. Согласно Der Spiegel, репатриация семьи Капустиных проходила в особом порядке из-за их предполагаемого еврейского происхождения. Министерство внутренних дел земли Северный Рейн-Вестфалия назвало его «одним из самых влиятельных неонацистских активистов» в Германии и отметило, что он профессионализировал бойцовскую субкультуру в стране.
Также возглавлял фирму под названием «White Rex», занимающуюся спортивными единоборствами, через которую распространял футболки с числом 88, ассоциирующимся с кодовым лозунгом в правоэкстремистской среде. Никитин организовывал турниры по боям без правил «Дух воина» в Воронеже, Санкт-Петербурге, Москве, Екатеринбурге, Риме. На турнире «Дух воина» в Москве во дворце спорта «Крылья Советов» на ринг выходил Максим Марцинкевич (Тесак).
В Швейцарии он проводил боевую подготовку членов ультраправой швейцарской националистической партии «PNOS». По сообщению Reuters, он «часто называл себя националистом, борющимся за Россию, принадлежащую этническим русским», при этом «отвергал характеристику себя как неонациста и сторонника превосходства белой расы». Являлся соратником российского неонациста Максима «Тесака» Марцинкевича.
В 2016 году он, как и другие российские хулиганы, принял участие в жестоких столкновениях с фанатами сборной Англии в Марселе. Был сторонником протестов на Майдане, с 2017 года живёт на Украине. В августе 2019 года Германия лишила Никитина вида на жительство, также ему запретили въезд во все страны Шенгенской зоны. Никитин ведёт телеграм-канал White Powder («Белый порох», отсылка к созвучному выражению White Power «Сила белых»). Именно в этом канале в 2021 году Никитин обещал вознаграждение за нападение на Идрака Мирзализаде.
В 2022 году на Украине основал Русский добровольческий корпус, группу россиян, сражающихся за Украину в российско-украинской войне. В марте 2023 года вместе с несколькими членами РДК провёл рейд в Брянской области, а в мае участвовал во вторжении в Белгородскую область, предположительно, совместно с легионом «Свобода России». После первого рейда внесён в список террористов Российской Федерацией.
В ноябре 2023 года стало известно, что 2-й Западный окружной военный суд (Москва) приговорил Капустина-Никитина к пожизненному лишению свободы; основатель РДК обвинялся в государственной измене, покушении на совершение террористического акта, обучении террористической деятельности и создании террористического сообщества.